# Società federale delle partecipazioni e degli investimenti
La Società federale delle partecipazioni e degli investimenti (SFPI) è una holding pubblica belga, interamente di proprietà dello Stato belga
La Società ha assorbito la Società federale degli investimenti (SFI) in conformità alla legge del 26 agosto 2006 riunendo la Società federale degli investimenti e la Società federale delle partecipazioni. Le autorità federali sono gli unici azionisti della Società federale delle partecipazioni e degli investimenti.
La SFPI guida la gestione centralizzata delle partecipazioni delle autorità federali, coopera con le autorità su progetti specifici e conduce la propria politica di investimento nell'interesse dell'economia belga.
La SFPI svolge tre attività principali:
- assicurare la partecipazione a società pubbliche e private con un interesse strategico per il livello politico federale;
- investire in società con un interessante valore sociale in uno dei settori prioritari che fanno parte degli obiettivi della SFPI;
- collaborare alla politica delle autorità federali e garantire l'attuazione, a loro nome, di progetti specifici.

## La Società federale degli investimenti (SFI)
Con la legge del 2 aprile 1962, è stata creata dallo Stato la Società nazionale degli investimenti (SNI). Il suo obiettivo era quello di prendere quote nelle aziende al fine di garantirne lo sviluppo.
Nel 1976, la responsabilità della SNI fu ampliata. In conformità con la crescente iniziativa delle autorità pubbliche in materia economica, è stata in grado di fondare le imprese da sola. Inoltre, poteva essere incaricata, su richiesta e per conto dello Stato, di acquisire partecipazioni azionarie e di fondare società, come parte di quelle che erano conosciute come responsabilità delegate.
Nel 1994, la maggior parte del portafoglio della SNI è stato consegnato a investitori privati. Successivamente è stata costituita la Società federale degli investimenti (SFI), suo successore sul piano legale, che è stata autorizzata a continuare le stesse attività. Lo Stato ha trasmesso le sue azioni dalla SFI all'interno della SFP, che diventa una sua consociata. La SFP ha partecipato con la SFI alla ristrutturazione di Belgacom e Sabena.
Nel 2005, la SFP ha riacquistato tutte le azioni degli azionisti di minoranza (4,3% del capitale). Il totale del bilancio della SFI a quel tempo era di 361 milioni di euro e il capitale proprio era di 143 milioni di euro.
Tra le partecipazioni più importanti della SFI vi sono la Società belga degli investimenti internazionali, SA ASTRID e SA Palais des Congrès.

## La Società federale delle partecipazioni (SFP)
Nel 1992 è stata creata la holding CGER, con lo stato di holding di una banca. In seguito alla privatizzazione degli istituti di credito pubblici che seguirono, questa holding bancaria fu trasformata in una holding di uso generale, denominata Società federale delle partecipazioni. La maggior parte dei proventi della privatizzazione è stata mantenuta dalla SFP. Ha contribuito a rafforzare il capitale di società pubbliche come bpost e la Lotteria nazionale.
Alla fine del 2005, il bilancio totale della SFP ammontava a 775 milioni di euro e il capitale proprio a 774 milioni di euro.